# Evci, Hafik
Evci là một xã thuộc huyện Hafik, tỉnh Sivas, Thổ Nhĩ Kỳ. Dân số thời điểm năm 2011 là 16 người.